# Compuserve
Compuserve (Eigenschreibweise: CompuServe) war ein 1969 gegründeter US-amerikanischer Internetdienstanbieter, der in den 1980er Jahren zum weltweit größten Online-Portal wuchs und in den 1990er Jahren ein wichtiger Wegbereiter für die Nutzung des Internets in Privathaushalten war. Compuserve war Pionier für zahlreiche neue Kommunikationstechniken, etwa den Online-Chat, die E-Mail, die Special Interest Groups (SIG) und das Speichern von Daten in der Cloud. Von Compuserve stammt das heute noch gebräuchliche digitale Bildformat GIF. 1998 wurde Compuserve durch den früheren Konkurrenten AOL übernommen. Am 6. Juli 2009 wurde der Dienst endgültig abgeschaltet.

## Geschichte

### Bis 1979
Die Anfänge von Compuserve gehen auf das Jahr 1969 zurück, als die Versicherungsgruppe Golden United Corporation in Columbus (Ohio) ein Rechenzentrum unter dem Namen Compu-Serv Network aufbaute. Zweck war die digitale Buchführung. Wenig später (vermutlich 1972) begann Compu-Serv seine Dienstleistung auf andere Firmen auszuweiten, die sich über die lokale Telefonnummer des Rechenzentrums einloggten und dann Prozessorzeit nutzten, um ihre Kalkulationen durchzuführen. Personal Computer gab es 1972 noch nicht. Compu-Serv war einer von mehreren Dienstleistern in den USA, die damals Rechenzeit vermieteten. Um eine nächtliche Auslastung des Rechenzentrums umzusetzen, öffnete sich die Firma im August 1979 der Öffentlichkeit, also auch Privatpersonen. Dieser Service hieß MicroNET und kostete den Kunden neben der einmaligen Anmeldegebühr von 9 USD 5 Dollar pro Nachtstunde.
Wegen der geringen Zugangskosten wurde MicroNET zum Erfolg bei frühen Computernutzern; die meisten hatten selbstgebaute Rechner oder frühe PCs des Typs Apple II und Commodore PET. Die Vernetzung stand noch nicht im Vordergrund. Die Privatkunden lasen „on line“ Börsenkurse, Wetter und eine kleine Auswahl an Zeitungsartikeln. 1980 lagerte man diese wachsende Sparte aus und schuf die CompuServe Inc. Dies war der erste Dienst, der Nutzern von PCs E-Mail-Dienste anbot. 1979 trat der Mathematiker und Informatiker Maurice Cox in das Unternehmen ein und wurde über viele Jahre zu einem seiner führenden Köpfe. Die Geschäftskunden finanzierten Compuserve über viele Jahre. Erst 1990 produzierte der Privatkundenbereich genauso viel Umsatz. Damit unterschied sich Compuserve von späteren Konkurrenten im Markt, die ihr Geschäftsmodell einzig und allein auf Privatkunden aufbauten, unter anderem Compuserves damals einziger Konkurrent, der 1979 gegründete Online-Dienst The Source.
Jeder Kunde bekam eine Kennnummer (Vorläufer der E-Mail-Adressen), die für Amerikaner aus acht oder neun, durch ein Komma getrennten Ziffern bestanden (Beispiel: 75300,234). Deutsche Kunden (ab 1989) erhielten neunstellige Kennnummern (Beispiel: 100345,678).

### 1980–1989
Das Herzstück von Compuserve waren die Special Interest Groups (SIG). Darunter verstand man „schwarze Bretter“, wo zu einem bestimmten Themengebiet jeder sein Wissen beitragen und Fragen stellen konnte. Eine SIG konnte sich um medizinische Themen drehen, eine andere um Reisen. Aus der Expertengruppe der Computergrafiker wurde später die weltgrößte Computergrafik-Konferenz, genannt SIGGRAPH.
Die anfangs stiefmütterlich behandelte elektronische Post (E-Mail) wurde in den 1980er Jahren deutlich verbessert, nannte sich EasyPlex und erfreute sich zunehmender Beliebtheit. Das Adressbuch durfte die Zahl von 50 Einträgen nicht überschreiten. Sie unterlag strengen Beschränkungen, was den Umfang, also die Datenmenge anging. 1990 waren 50 Kilobyte das Limit. Wer eine Datei versenden wollte, die größer war, konnte mit dem Spezialbefehl GO ACCESS den Bereich für den öffentlichen Datenaustausch ansteuern und die Datei dort öffentlich ablegen. Jedoch konnten nur Anwender, die den exakten Namen kannten, die Datei finden und herunterladen. Sie verblieb im System 24 Stunden, um danach Speicherplatz für andere freizugeben. Dieses Konzept war die erste bekannte Ausprägung einer Daten-Wolke (Cloud).
Ein großer Bereich bei Compuserve hieß Electronic Mall. Er diente dem Einkauf von Waren und war damit eine sehr frühe, wenn nicht die erste Ausprägung des elektronischen Handels. Compuserve startete im Juli 1980 als erster Online-Dienst überhaupt den Vertrieb einer Zeitung über seine Rechner: Das Lesen der Lokalzeitung Columbus Dispatch kostete die damals 3.000 Kunden 5 USD pro Stunde; ein Abspeichern war nicht möglich. Wenig später folgten 13 weitere Zeitungen. Eine weitere grundlegende Neuerung war 1980 der Echtzeit-Chat, angeboten unter dem Namen CB-Simulator. Auch Onlinespiele waren im Angebot. 1984 konnten Compuserve-Kunden die Textadventures Adventure und Zork online spielen.
1980 kaufte eine der größten US-amerikanischen Steuerberatungsgruppen, die H&R Block Inc., Compuserve für 23 Millionen US-Dollar auf. Der Aufstieg von Compuserve ging durch die finanzstarke Muttergesellschaft und neue Entwicklungen kontinuierlich weiter. Die Elektronik-Handelskette RadioShack nahm das CompuServe Starter Kit in den 1980er-Jahren in das Sortiment auf und verkaufte davon jährlich 7.000 Stück. 1987 führte Compuserve das noch heute weit verbreitete Grafikformat GIF ein. 1989 nutzten 500.000 Mitglieder den Online-Dienst, und im Mai 1989 begann Compuserve mit der Expansion nach Europa. 1985 stellte sich GEnie als Konkurrenz auf. GEnie kam 1990 nach Deutschland, holte Compuserve jedoch nie ein.
Die Londoner Times beschrieb Compuserve erstmals in einem Artikel 1981:

„Compuserve bietet einen an Videotext erinnernden Dienst an, der es den Anwendern von Personal Computern ermöglicht, über die Telefonverbindung Software von einem Großrechner zu laden.“

Der Einstiegspreis zur Nutzung von Compuserve war relativ niedrig, ermöglichte aber eine Nutzung aller Amateurbereiche. Professionelle Zusatzdienste kosteten extra. Wer etwa aktuelle Nachrichten der Agenturen in ihrer Rohform und ohne Werbung lesen wollte, abonnierte den Executive News Service für 15 USD pro Stunde (Stand 1990). Zu erreichen war dieser gesonderte Bereich über das Kommando GO ENS.

### 1991–1998
Ab 1991 verzeichnete das Tochterunternehmen von „H&R Block Inc.“ einen weiteren enormen Aufstieg und erreichte die Mitgliederzahl von einer Million. In diesem Jahr konnten auch europäische Benutzer den Dienst nutzen.
1993 wurde bereits ein Gewinn von 73 Millionen US-Dollar vor Steuern erwirtschaftet. Drei Jahre später hatte Compuserve über 4,5 Millionen Nutzer und wurde zum größten kommerziellen Onlinedienst der Welt. Das Unternehmen unterhielt an seinem Firmensitz über 200 Rechner vom Typ DEC PDP-10, die miteinander vernetzt und durch unterbrechungsfreie Stromversorgungen (USV) geschützt waren. Das gesamte Verwaltungsgebäude in Columbus wurde von der Abwärme der Rechner geheizt. Die Datenbestände von Compuserve beliefen sich 1996 auf mehr als 700 Gigabyte.
1997 verkaufte H&R Block das Unternehmen für 1,2 Milliarden US-Dollar an WorldCom. Diese wiederum verkaufte den reinen Online-Dienst-Bereich, ohne die weltweite Zugangstechnik bzw. die Netzknoten, 1998 an AOL. AOL Europe und die Bertelsmann AG hielten 1999 jeweils 50 Prozent des Unternehmens. Die Nutzerzahlen von Compuserve verringerten sich aber stetig, während AOL selber hinzugewann. Beide zusammen bildeten mit 21 Millionen Nutzern den weltweit größten Onlinedienst. Zudem war Compuserve der erste Internetdienstanbieter, der neben den gängigen Windows-Versionen (95, 98, 2000, NT, XP) und dem Macintosh-Betriebssystem auch ein automatisches Dial-In-Konfigurationstool für Linux anbot. Kurzzeitig war auch der CIM (CompuServe Information Manager) für OS/2 im Angebot, welcher aber immer nur sehr stiefmütterlich verbreitet wurde.

### Nach 1998
AOL führte die neue Software „CompuServe 2000“ ein – ein AOL-Client, der statt auf AOL-Inhalte auf jene von Compuserve zugriff, technische Dinge wie E-Mail aber über AOL abwickelte. Die bestehende Software und der Zugriff via Host Micro Interface (HMI) wurde in „CompuServe Classic“ umbenannt. Auf die Compuserve-Foren wurde über das Internet (Webview der HMI-Foren) zugegriffen.
AOL richtete Compuserve stärker als Internetdienstanbieter aus und schloss die meisten Foren. Die meisten Forenbetreiber versuchten ihre bestehenden Foren zusammenzufassen, um so aus zwei bis drei nicht ganz rentablen Foren ein profitables zu machen. AOL schloss jedoch auch von diesen fast alle und eröffnete als Ersatz einige neue Foren. Die Erwartung, die Konzentration auf wenige neue Foren würde die bestehenden Communitys zusammenführen, erfüllte sich nicht. Die Nutzer der vorher bestehenden Foren verließen Compuserve, die verbleibenden reichten nicht, um die neuen Foren wirtschaftlich zu betreiben. Die deutschen Support-Foren wurden durch ein neues, welches nur noch über das Internet erreichbar war, ersetzt – die Nutzerzahlen von CompuServe Classic sanken weiter. Daraufhin wurden sämtliche deutsche Foren geschlossen und sämtliche Werbung für Classic eingestellt. Die Entwicklung in den anderen europäischen Ländern verlief – teilweise zeitversetzt – entsprechend.
CompuServe 2000 bewährte sich in Europa nicht und wurde komplett eingestellt. In den USA wurde „CompuServe 2000“ durch günstige Preise (Flatrate) und erhebliche Werbung ein Erfolg.

## Grafikformat „CompuServe GIF“
1987 führte Compuserve das noch heute weit verbreitete Grafikformat GIF ein, bei dem Bilddaten relativ stark komprimiert werden. Aufgrund der geringen Übertragungsraten der damals zur Verfügung stehenden Modems war dieses eine sehr bedeutsame Innovation (die heute üblichen Formate JFIF und Portable Network Graphics (PNG) wurden erst 1991 beziehungsweise 1998 entwickelt). Weil in einer GIF-Datei mehrere Bilder gespeichert werden können und so erstmals auch die Übertragung filmähnlicher Dateien möglich wurde, war GIF seinen damaligen Konkurrenten weit voraus. 1989 brachte Compuserve eine verbesserte GIF-Version heraus, die auch Transparenz zuließ.
Die schnelle Verbreitung von GIF war möglich, da Compuserve als Lizenzbedingung Softwareherstellern lediglich aufgab, seine Urheberschaft zu erwähnen.
Während das Unternehmen selber heute auf dem Markt praktisch keine Rolle mehr spielt, ist das „CompuServe GIF“ immer noch auf Millionen Webseiten gebräuchlich. Bis Oktober 2006 bestand allerdings die Gefahr möglicher Lizenzforderungen bei der Benutzung von GIF-Dateien, so dass speziell das PNG-Format als freie Alternative definiert worden war.

## Situation in Deutschland

### Geschichte
Compuserve unterhielt ab 1991 in Deutschland ein eigenes Knotennetz, das in mehreren deutschen Städten per Einwahl durch Modems über Telefon genutzt werden konnte.
In Deutschland wurde Compuserve Anfang der 1990er-Jahre bekannt, durch die Verteilung von Installationsprogrammen auf CD-ROMs, die Fachzeitschriften beilagen, aber auch durch Angebote zahlreicher Unternehmen. Von 1995 bis 1997 war Bianca Brinker verantwortlich für den Bereich der Information Provider (Publisher und Broadcast) in der D A CH Region. In dieser Zeit entstanden Online-Produkte von Ziff Davis, Schweizer Fernsehen SRF, Bayerischer Rundfunk BR usw. Ihr erstes Online-Produkt war Der Spiegel und so konnte der Nutzer den Leitartikel des Wochenmagazins Der Spiegel ab Sonntag einschließlich des aktuellen Titelbilds erhalten. Aber auch das Vobis-Forum, das Dr.-Neuhaus-Forum, das Microsoft-Deutschland-Forum, dpa-Pressemeldungen, die Reuters-Bilddatenbank, die deutsche Bahnauskunft und das Chip-Magazin-Forum trugen zur Etablierung bei und so belief sich die Zahl der Nutzer in Deutschland 1996 auf über 200.000. 1999 hatten AOL und Compuserve zusammen über drei Millionen Nutzer in Deutschland.
Vor dem deutschen Markteintritt seiner Konkurrenten (wie AOL) betrieb Compuserve nur in wenigen deutschen Großstädten Einwahlknoten, was zum Spitznamen Compu$erve beitrug: So wurden für die meisten Nutzer Telefonferngesprächsgebühren des damaligen Monopolisten Deutsche Bundespost fällig; dazu kamen die zeitabhängigen Compuserve-Gebühren; wegen der damals langsamen Modems dauerte die Übertragung von Dateien oder Bildern zudem lange.
Zum 31. Juli 2008 wurden in Deutschland die verbleibenden Verträge gekündigt und der Online-Dienst eingestellt. Der Tarif „CompuServe Classic“, der technisch in den USA betreut wurde, wurde am 6. Juli 2009 eingestellt. Dies wurde am 16. April 2009 Mitgliedern per Mail mitgeteilt.

### Wegbereiter des Internets
Compuserve war Anfang und Mitte der 1990er-Jahre einer der wichtigsten Wegbereiter des Internets in Deutschland. Durch eine auch für Laien zu installierende Zugangssoftware und eine transparente Preisgestaltung trug das Unternehmen maßgeblich dazu bei, die bis dahin überwiegend an Hochschulen betriebene Internetnutzung auch für Privatanwender attraktiv zu machen. Eigene Foren und ein integrierter E-Mail-Client boten neben dem reinen Internetzugang ein attraktives Angebot.
Während die Deutsche Bundespost Telekom bis 1995 am veralteten BTX-System festhielt, wurde Compuserve der erste Massenanbieter von Internetzugängen in Deutschland. Der Internetzugang, zunächst nur als Dreingabe zu den beachtlichen eigenen Inhalten gedacht, brachte das Unternehmen schnell an die Spitze der Online-Bewegung. Die Nutzerzahl erreichte bald die Millionengrenze, obwohl es zunächst nur wenige Einwahlknoten gab, die für die meisten Nutzer über den seinerzeit sehr teuren Ferntarif der Telekom angewählt werden mussten. Die Zugangssoftware wurde kostenlos zum Beispiel durch Computerzeitschriften verteilt, neue Nutzer erhielten ein Freistundenkontingent zum Testen.
Durch die nur Compuserve-Kunden zugänglichen Foren blieb das Unternehmen auch nach dem Siegeszug des WWW noch einige Zeit am deutschen Markt vertreten, wurde aber aufgrund einer verfehlten Preispolitik Ende der 1990er-Jahre von AOL und T-Online sowie kleineren Anbietern weitgehend aus dem Markt gedrängt.

### Das Compuserve-Urteil
In Deutschland ist der Name Compuserve in der Rechtsprechung zum Internet mit einem wichtigen Urteil verbunden: Das Landgericht München I entschied 1999 in einem Urteil zugunsten von Compuserve, dass Internet-Provider nach dem Informations- und Kommunikationsdienste-Gesetz (IuKDG) nicht für die über News-Server verteilten Inhalte verantwortlich gemacht werden können. Der entsprechende Leitsatz des Urteils lautete wörtlich:

„(2) Diensteanbieter sind für fremde Inhalte, die sie zur Nutzung bereithalten, nur dann verantwortlich, wenn sie von diesen Inhalten Kenntnis haben und es ihnen technisch möglich und zumutbar ist, deren Nutzung zu verhindern.“

Dem Urteil war im Jahr 1997 eine Anklage des damaligen Chefs von Compuserve Deutschland, Felix Somm, wegen der Verbreitung von Kinder-, Gewalt- und Tierpornografie vorausgegangen. Ihm wurde vorgeworfen, wissentlich zugelassen zu haben, dass entsprechende Bilddateien aus Newsgroups an Compuserve-Kunden gelangen konnten, obwohl dies durch geeignete technische und organisatorische Maßnahmen hätte verhindert werden können. Auch indizierte Computerspiele, die Hakenkreuze oder Hitlerbilder enthielten und den Nationalsozialismus verherrlichten, seien deutschen Kunden zugänglich gewesen. Bereits am 22. November 1995 hatte Compuserve infolge einer Hausdurchsuchung wegen des Vorwurfs der Verbreitung illegaler Inhalte in Deutschland rund 250 Newsgroups weltweit gesperrt, allerdings später wieder freigegeben, da die überwiegende Mehrheit dieser Newsgroups gar keine Pornografie enthielt, die Sperrung jedoch in den USA einen Proteststurm mit wilden Beschimpfungen gegen die deutschen Strafverfolgungsbehörden ausgelöst hatte, im Zuge dessen unter anderem in San Francisco aufgebrachte Demonstranten vor laufenden Fernsehkameras deutsches Bier in die Kanalisation gekippt hatten. Obwohl Gutachter die Möglichkeit einer Filterung solcher Inhalte durch Compuserve Deutschland verneint hatten und sogar die Staatsanwaltschaft einen Freispruch forderte, wurde Somm 1998 als Mittäter bei der Verbreitung von Kinderpornografie verurteilt. Es war die erste Verurteilung eines Content-Hosters wegen Kinderpornographie. 1999 wurde er freigesprochen, nachdem sowohl Verteidigung als auch Staatsanwaltschaft zu seinen Gunsten Berufung eingelegt hatten.